# Knopkirie volutus
Knopkirie volutus är en spindeldjursart som beskrevs av John Stanley Beard 200. Knopkirie volutus ingår i släktet Knopkirie och familjen Phytoseiidae. Inga underarter finns listade i Catalogue of Life.